# Raymond Bracken
Raymond Bracken (n. 8 ianuarie 1891, Steubenville, Ohio, SUA – d. 23 octombrie 1974, Columbus, Ohio, SUA) a fost un trăgător de tir ce a reprezentat Statele Unite ale Americii, medaliat olimpic. A participat la o ediție a Jocurilor Olimpice (1920) în care a câștigat o medalie de aur și o medalie de argint.